# Damir Markota
Damir Markota (* 26. Dezember 1985 als Damir Omerhodžić in Sarajevo, SR Bosnien und Herzegowina) ist ein kroatischer Basketballspieler, der auch die schwedische Staatsbürgerschaft besitzt. Markota spielte zunächst für den kroatischen Rekordmeister KK Cibona, bevor er 2006 in die NBA „gedraftet“ wurde, wo er kurzzeitig für die Milwaukee Bucks spielte. Nach einem Jahr kehrte er nach Europa zurück und spielte für verschiedene europäische Vereine, darunter auch zu Beginn der Basketball-Bundesliga 2013/14 kurzfristig für den deutschen Meister Brose Baskets. Anschließend kehrte er zum Verein aus Bilbao in die Liga ACB zurück, für den er bereits in der Saison 2009/10 aktiv gewesen war. Neben einer Meisterschaft mit KK Cibona gewann Markota mit Žalgiris Kaunas 2008 auch die litauische Meisterschaft sowie die Baltic Basketball League. Zudem gewann Markota mit Union Olimpija 2011 den slowenischen Pokalwettbewerb.

## Karriere
Der in Sarajevo geborene Markota war mit seiner Familie vor den Jugoslawienkriegen nach Schweden geflüchtet, wo er unter anderem mit dem späteren polnischen Nationalspieler Maciej Lampe aufwuchs und Basketball spielte. Mit 14 Jahren ging er zurück in das ehemalige jugoslawische Staatsgebiet und wurde in der kroatischen Hauptstadt Zagreb in das Nachwuchsprogramm des Rekordmeisters KK Cibona aufgenommen. Mit 16 Jahren wurde Markota zunächst an andere Mannschaften verliehen, um im Seniorenbereich Spielpraxis zu sammeln. Ab der Saison 2004/05 gehörte Markota dann fest zum Kader des kroatischen Rekordmeisters, der sich 2006 den Meisterschaftstitel von KK Zadar zurückholen konnte. Nachdem Markota in den Vorjahren für KK Cibona bereits einzelne Kurzeinsätze im höchsten europäischen Vereinswettbewerb EuroLeague hatte, war er ein Leistungsträger in der EuroLeague 2005/06, als Cibona in einem Vierervergleich nur sehr knapp am Einzug in die Viertelfinal-Play-offs scheiterte. Anschließend wurde der Topscorer der U20-Europameisterschaft 2005 im NBA Draft 2006 von den San Antonio Spurs an 59. und vorletzter Stelle ausgewählt. Diese tauschten ihn zu den Milwaukee Bucks, die Markota mit 21 Jahren in ihren Kader aufnahmen. Hier kam er jedoch nur zu Kurzeinsätzen und wurde im Februar und März 2007 zu den Tulsa 66ers in die NBA Development League abgestellt. Die Bucks holten Markota zwar in ihren Kader zurück, verloren aber schließlich das Interesse an dem Nachwuchsspieler und entließen ihn vor Beginn der folgenden Saison aus seinem Vertrag.
Markota kehrte nach Europa zurück und bekam in der Saison 2007/08 einen Vertrag beim BK Spartak aus dem russischen Sankt Petersburg. Hier blieb er jedoch nicht bis Saisonende, sondern wechselte stattdessen zum litauischen Meister Žalgiris aus Kaunas, der sein nationales Double aus Meisterschaft und Pokal verteidigen konnte sowie sich die Meisterschaft in der Baltic Basketball League vom Erzrivalen Lietuvos rytas Vilnius zurückholte. In der Folge war Markota, der bei der EM 2007 erstmals in einem Endrundenkader der kroatischen Herren-Nationalmannschaft gestanden hatte, auch beim Qualifikationsturnier für die Olympischen Spiele 2008 vertreten, in der Kroatien ungeschlagen blieb und sich gegen die deutsche Auswahl für die Spiele in Peking qualifizierte. Nach einer Meniskusverletzung bei diesem Turnier verpasste Markota jedoch die Teilnahme am eigentlichen olympischen Basketballturnier. Zu Beginn der folgenden Saison 2008/09 stand Markota kurzzeitig wieder im Kader von KK Cibona, bevor er nach Spanien in die Liga ACB zu ViveMenorca wechselte. Nach bereits drei Monaten wechselte er im Januar 2009 zum Ligakonkurrenten iurbentia aus Bilbao. Während Menorca den Klassenerhalt verpasste, konnte sich Bilbao auf dem achten Platz zum zweiten Mal in Folge für die Play-offs um die spanische Meisterschaft qualifizieren, in denen man gegen den regionalen Rivalen und Titelverteidiger TAU Cerámica erneut in der ersten Runde ausschied. Im Eurocup 2008/09 zog man bis in das Halbfinale ein, das gegen den russischen Vizemeister BK Chimki verloren ging. In der Saison 2009/10 reichte es unter dem neuen Namen Bizkaia Bilbao Basket in der nationalen Meisterschaft jedoch nur zum neunten Platz, was das Verpassen der Play-offs bedeutete. Im Eurocup 2009/10 erreichte man das Final-Four-Turnier, das in der Halle des regionalen Konkurrenten Saski Baskonia in Vitoria-Gasteiz ausgetragen wurde. Erneut verlor man das Halbfinale, diesmal trotz des vermeintlichen Heimvorteils etwas überraschend gegen den deutschen Vertreter ALBA Berlin, so dass es im kleinen Finale nur zum dritten Platz reichte.
In der Saison 2010/11 stand Markota dann beim slowenischen Rekordmeister KK Union Olimpija aus der Hauptstadt Ljubljana unter Vertrag, der zwar seinen Titel im slowenischen Pokalwettbewerb verteidigen konnte, doch beim Versuch, sich den nationalen Meisterschaftstitel vom KK Krka zurückzuholen, knapp in fünf Spielen der Finalserie scheiterte. In der EuroLeague 2010/11 erreichte Olimpija zwar mit positiver Bilanz die Zwischenrunde der 16 besten Mannschaften, schied dort jedoch nach nur einem weiteren Sieg in sechs Spielen aus. In der folgenden Saison konnte der finanziell angeschlagene Verein jedoch die Gehälter nicht rechtzeitig bezahlen und Markota verließ die Mannschaft zum Jahresende. Ab Januar 2012 spielte Markota für Cibonas Lokalrivalen KK Zagreb. Der Titelverteidiger erreichte auf dem dritten Platz die Play-offs, in denen am Ende sich jedoch Cibona den Titel zurückholen konnte. In der Saison 2012/13 spielte Markota für den türkischen Meister Beşiktaş Milangaz aus Istanbul. In der EuroLeague 2012/13 erreichte man zwar die Zwischenrunde der 16 besten Mannschaften, dort reichte es aber nur zu zwei Siegen in 14 Spielen. Auch in der türkischen Meisterschaft schied der Titelverteidiger nach einem sechsten Platz nach der Hauptrunde bereits in der ersten Play-off-Runde aus. Bei der EM-Endrunde 2013 erreichte Kroatien mit Markota erstmals nach 18 Jahren etwas überraschend das Halbfinale, verpasste jedoch nach Niederlagen gegen Litauen und Spanien die erste Medaille seit 1995. Nach dem andauernden Ausfall von Novica Veličković verpflichtete zu Beginn der Basketball-Bundesliga 2013/14 der deutsche Meister Brose Baskets aus Bamberg Markota als Ersatz. Nach der Rückkehr von Veličković verließ Markota bereits nach gut zwei Monaten und neun nationalen Meisterschaftsspielen den Verein wieder und kehrte nach Spanien zu Bilbao Berri zurück. Ähnlich wie Bamberg, die zu Saisonbeginn noch in der Euroleague gespielt hatten, scheiterte man jedoch im Eurocup 2013/14 diesmal bereits in der Runde der besten 32 Mannschaften. In der spanischen Meisterschaft reichte es erstmals seit dem neunten Platz 2010 nicht zu einer Play-off-Platzierung.